# UNIMARC
UNIMARC (акроним от Universal Machine Readable Cataloging) — формат, разработанный при содействии Международной Федерации библиотечных ассоциаций и учреждений (IFLA) в 1977 году для решения проблемы несовместимости между различными национальными MARC-форматами. Главной целью было создание международного MARC-формата, который мог бы разместить библиографические записи всех видов MARC-форматов. Такие записи могли быть преобразованы в UNIMARC, который являлся бы базовым форматом, и из него, если нужно, — в любой другой MARC-формат. Формат UNIMARC облегчил международный обмен библиографическими сведениями в машиночитаемой форме.

## История
Поскольку многие страны не создали собственного национального МАРК-формата и были на грани принятия решения, UNIMARC был принят в течение 80-х и 90-х годов как их собственный формат. В конце 20-го века 50 учреждений использовало UNIMARC, из них 22 — как обменный формат и 10 — как внутренний, а 17 других указали, что они могут использовать UNIMARC. Это были учреждения со всего мира.
Сначала UNIMARC использовался лишь для библиографических записей, но в 1991 был издан UNIMARC для авторитетных записей и, в последнее время, созданы форматы UNIMARC для классификационных данных и данных о хранении.

## Национальные версии
Сейчас UNIMARC является также национальным форматом Франции, адаптирован в России, Украине, Беларуси, Молдавии, Румынии, Словении,
Италии, Португалии, Китае, Тайване и других странах.

## Описание формата
UNIMARC является специфической реализацией международного стандарта ISO 2709, который определяет структуру записей, содержащих библиографические данные.
Формат UNIMARC включает поля, необходимые для описания таких видов документов, как текстовые монографические документы (прежде всего, современные книги), старопечатные, серийные издания, нотные документы, графические материалы на непрозрачной основе, аудиоматериалы, видео-и проекционные материалы, электронные ресурсы, картографические материалы.
Поля формата UNIMARC можно подразделить на общие и специфические. Общие поля используются при описании любых видов документов, специфические — только при описании определённых видов. Специфические поля встречаются в блоках полей формата 0ХХ, 1ХХ, 2ХХ. В блоке 0ХХ есть поля для записи уникальных международных идентифицирующих номеров документов (ISBN, ISSN, ISMN и т. д.). В блоке 1ХХ существуют поля кодированных данных отдельно для книг (105), серийных изданий (110), видеоматериалов (115), графических материалов (116), электронных ресурсов (135). В блоке описательной информации 2ХХ специфическое поле 230 отображает область специфических сведений об электронных ресурсах.